# Красное Поле (Татарстан)
Красное Поле — деревня в Буинском районе Татарстана. Входит в состав Яшевского сельского поселения.

## География
Расположена на реке Киятка в 3 км к северо-западу от центра сельского поселения — села Яшевка, в 22 км к юго-востоку от районного центра — города Буинск.
В полукилометре к югу от деревни проходит автодорога Буинск — Кият — Яшевка.

## История
Деревня известна с 1646 года и в источниках упоминается также как Кият. В XVIII — первой половине XIX века жители имели статус государственных крестьян.
По другим данным деревня основана в начале XX столетия мордвой, переселившейся с территории нынешнего Тетюшского района, а название связано с географическим расположением на вершине холма.
В 1888 в деревне открыли церковно-приходскую школу.
До 1920 года деревня входила в Колунецкую волость Тетюшского уезда Казанской губернии, затем — в составе Тетюшского, а с 1927 — Буинского кантона Татарской АССР. С 1930 года — в Тетюшском, с 1957 года — в Буинском районе.
В конце 1960-х годов деревня была признана бесперспективной, ферму перенесли в село Яшевка. До 1978 года имелась школа.

## Население
В 1859 году население деревни составляло 425 человек, в 1897 году — 696, в 1908 году — 863, в 1920 году — 831, в 1926 году — 681, в 1938 году — 107, в 1958 году — 70, в 1970 году — 166, в 1979 году — 107, в 1989 — 47 человек.
В 2002 году в деревне проживало 20 жителей, преимущественно — мордва. Население в 2016 году — 2 человека.

## Описание
Объекты социальной инфраструктуры в деревне отсутствуют. Многие дома в деревне заброшены и полуразрушены. В 2002 году — всего 9 жилых домов.
Деревня не газифицирована, водоснабжение доступно только в летнее время.